# Jitpurphedi
Jitpurphedi es un pueblo ubicado en el distrito de Katmandú, provincia de Bagmati, Nepal.

## Superficie
Cuenta con una superficie de 8,9 kilómetros cuadrados.

## Demografía
Datos hasta 2015
- Población: 6087 habitantes.[1]
- Densidad de población: 680,5 habitantes por kilómetro cuadrado.[1]
- Población masculina: 2996 (49,2%).[1]
- Población femenina: 3091 (50,8%).[1]